# Liste der kanadischen Kabinette
Diese Liste zeigt die kanadischen Kabinette seit der Staatsgründung im Jahr 1867. In Kanada werden die Kabinette (englisch Canadian ministries; französisch Conseils des ministres du Canada) nicht nach den jeweiligen Premierministern benannt, sondern durchnummeriert.
Jedes kanadische Kabinett wird gebildet, wenn der Premierminister ernannt wird und aufgelöst, wenn dieser sein Amt niederlegt. Die einzige Ausnahme gab es während der Amtszeit von Robert Borden, dessen unionistisches Kabinett der Jahre 1917 bis 1920 vom zuvor bestehenden konservativen Kabinett unterschieden wird. Wahlen führen nicht zu einer Auflösung des Kabinetts, es sei denn, sie enden mit einer Niederlage der Regierung. Dies kontrastiert mit anderen Commonwealth Realms wie Australien oder dem Vereinigten Königreich, wo nach jeder Wahl der Regierungschef ein „neues“ Kabinett gebildet wird, unabhängig vom Ergebnis. Die bisher 28 Kabinette wurden demzufolge in 27 Fällen durch den Wechsel des Premierministers gebildet, in einem Fall mit der Erweiterung um Koalitionspartner durch einen amtierenden Premierminister.

## Kabinette
| Kabinett                 | Premierminister             | Zeitraum  |
| ------------------------ | --------------------------- | --------- |
| 01. Kanadisches Kabinett | John Macdonald              | 1867–1873 |
| 02. Kanadisches Kabinett | Alexander Mackenzie         | 1873–1878 |
| 03. Kanadisches Kabinett | John Macdonald              | 1878–1891 |
| 04. Kanadisches Kabinett | John Abbott                 | 1891–1892 |
| 05. Kanadisches Kabinett | John Thompson               | 1892–1894 |
| 06. Kanadisches Kabinett | Mackenzie Bowell            | 1894–1896 |
| 07. Kanadisches Kabinett | Charles Tupper              | 1896      |
| 08. Kanadisches Kabinett | Wilfrid Laurier             | 1896–1911 |
| 09. Kanadisches Kabinett | Robert Borden               | 1911–1917 |
| 10. Kanadisches Kabinett | Robert Borden               | 1917–1920 |
| 11. Kanadisches Kabinett | Arthur Meighen              | 1920–1921 |
| 12. Kanadisches Kabinett | William Lyon Mackenzie King | 1921–1926 |
| 13. Kanadisches Kabinett | Arthur Meighen              | 1926      |
| 14. Kanadisches Kabinett | William Lyon Mackenzie King | 1926–1930 |
| 15. Kanadisches Kabinett | Richard Bedford Bennett     | 1930–1935 |
| 16. Kanadisches Kabinett | William Lyon Mackenzie King | 1935–1948 |
| 17. Kanadisches Kabinett | Louis Saint-Laurent         | 1948–1957 |
| 18. Kanadisches Kabinett | John Diefenbaker            | 1957–1963 |
| 19. Kanadisches Kabinett | Lester Pearson              | 1963–1968 |
| 20. Kanadisches Kabinett | Pierre Trudeau              | 1968–1979 |
| 21. Kanadisches Kabinett | Joe Clark                   | 1979–1980 |
| 22. Kanadisches Kabinett | Pierre Trudeau              | 1980–1984 |
| 23. Kanadisches Kabinett | John Turner                 | 1984      |
| 24. Kanadisches Kabinett | Brian Mulroney              | 1984–1993 |
| 25. Kanadisches Kabinett | Kim Campbell                | 1993      |
| 26. Kanadisches Kabinett | Jean Chrétien               | 1993–2003 |
| 27. Kanadisches Kabinett | Paul Martin                 | 2003–2006 |
| 28. Kanadisches Kabinett | Stephen Harper              | 2006–2015 |
| 29. Kanadisches Kabinett | Justin Trudeau              | 2015–2025 |
| 30. Kanadisches Kabinett | Mark Carney                 | 2025–     |